# Myospila vernata
Myospila vernata är en tvåvingeart som beskrevs av Feng 2005. Myospila vernata ingår i släktet Myospila och familjen husflugor. Inga underarter finns listade i Catalogue of Life.